# Второе президентство Дональда Трампа
Второе президентство 47-го президента США Дональда Трампа началось 20 января 2025 года после приведения к присяге на инаугурации. Трамп вступил в должность по результатам президентских выборов 2024 года, на которых он победил кандидата от Демократической партии вице-президента Камалу Харрис.
Трамп вступил в должность с амбициозной внешнеполитической программой, основанной на изоляционистском принципе «Америка превыше всего» и политическом реализме . Внешняя политика Трампа характеризуется пересмотром сложившихся после Второй мировой войны мультилатерализма и трансатлантизма , а также активным использованием экономического давления для достижения внешнеполитических целей. В рамках этой стратегии США вновь вышли из Всемирной организации здравоохранения и Парижского соглашения по климату, а также инициировали торговые войны, введя импортные тарифы на товары из всех стран .
Трамп стал самым пожилым президентом, заняв должность в возрасте 78 лет, на несколько месяцев опередив предыдущего президента Джо Байдена. Трамп стал вторым президентом в истории США (до него подобная ситуация была с Гровером Кливлендом), чей второй президентский срок начался с перерывом после первого. Напарник Трампа — Джей Ди Вэнс — стал одним из самых молодых вице-президентов и первым вице-президентом поколения миллениалов. Так как Трамп занимал должность президента в 2017—2021 годах, он не сможет баллотироваться на президентских выборах 2028 года, поскольку 22-я поправка к Конституции США запрещает одному человеку занимать должность президента более двух сроков.

## Президентские выборы 2024 года

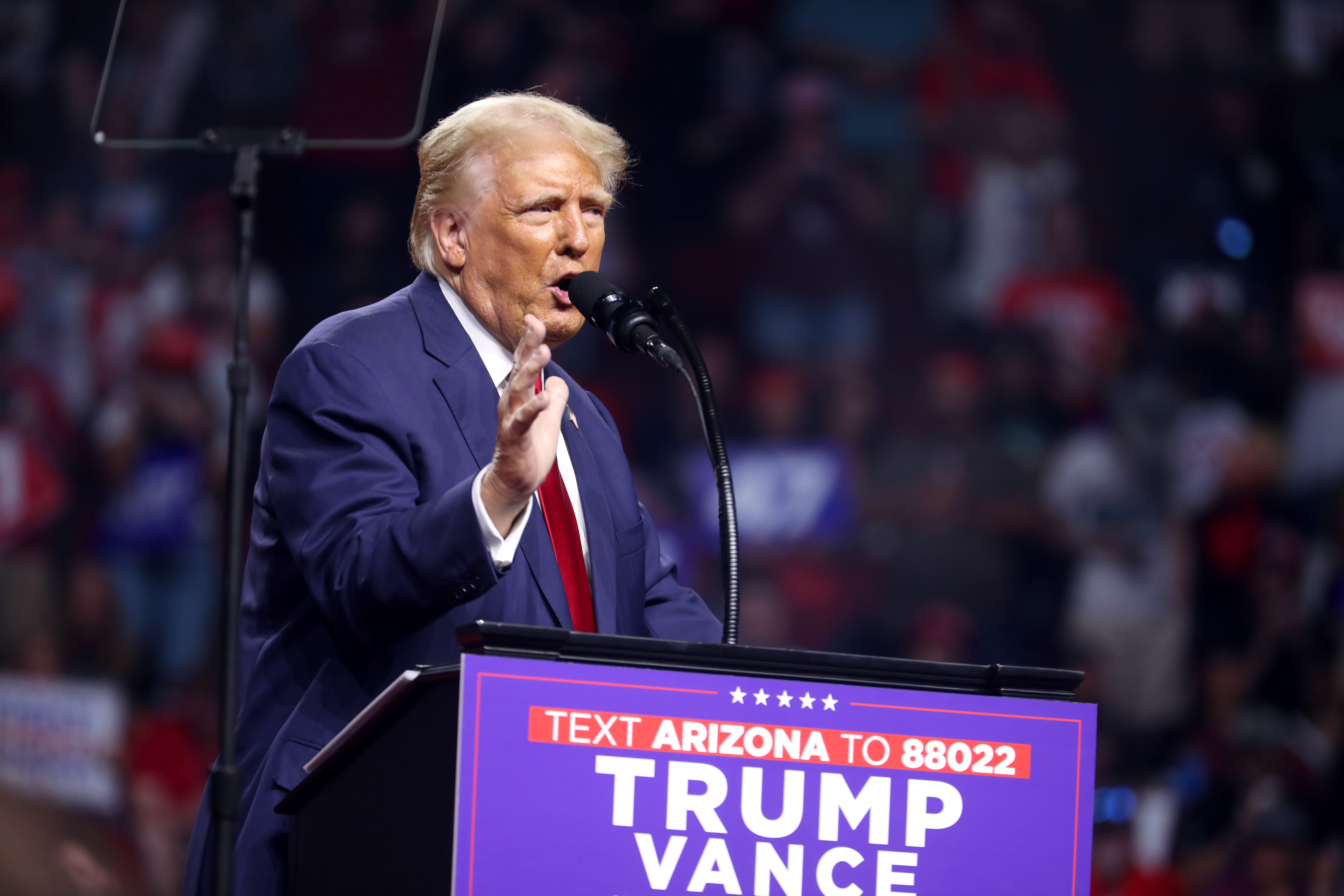
Трамп на предвыборном митинге в Аризоне, 23 августа 2024

Дональд Трамп, занимавший пост президента США в 2017–2021 годах, объявил о выдвижении своей кандидатуры от Республиканской партии на предстоящих президентских выборах 15 ноября 2022 года. Это произошло после промежуточных выборов в Конгресс, результаты которых оказались для республиканцев менее успешными, чем ожидалось.
Кампанию Трампа осложнили четыре уголовных обвинения, выдвинутые в 2023 году, касающиеся фальсификации финансовой документации The Trump Organization с целью скрыть через своего адвоката Майкла Коэна выплаты «денег за молчание» порноактрисе Сторми Дэниелс; неправильного обращения с секретными документами, найденных в его поместье Мар-а-Лаго, и препятствия их возвращению; штурма Капитолия сторонниками Трампа и попыток отменить результаты президентских выборов 2020 года в целом по стране и в Джорджии, где отрыв Трампа от его конкурента — Джо Байдена — был минимальным. Суммарно бывшему президенту грозило более 700 лет тюремного заключения, однако Верховный суд, рассмотрев предъявленные обвинения, признал за Трампом частичный иммунитет в отношении действий, совершенных им на посту президента. Это решение позволило Трампу участвовать в праймериз Республиканской партии и президентских выборах во всех штатах, включая Иллинойс, Колорадо и Мэн, где его участие изначально было запрещено. Несмотря на это, 30 мая 2024 года Трамп был признан виновным по всем пунктам обвинения в «деле Сторми Дэниелс», став первым президентом в истории США, осуждённым за совершение преступления.
В ходе праймериз Дональду Трампу противостояли несколько бывших членов его администрации, выразивших несогласие с его политикой. Среди них были вице-президент Майк Пенс, бывший постоянный представитель США при ООН Никки Хейли и губернатор Флориды Рон Десантис, который изначально рассматривался как альтернатива Трампу. Трамп сохранял лидирующие позиции в опросах на протяжении всей гонки, из-за чего праймериз часто называли «борьбой за второе место», подразумевая ожидаемую победу Трампа. Одержав победу на праймериз в июне 2024 года, Трамп стал кандидатом от Республиканской партии и выбрал сенатора Джей Ди Вэнса в качестве кандидата на пост вице-президента.

В ходе предвыборной кампании на Трампа было совершено два покушения: 13 июля 2024 года на митинге в Пенсильвании, в результате которого он был ранен в ухо, и 15 сентября 2024 года на территории его гольф-клуба во Флориде.

Результаты президентских выборов 2024 года

Оппонент Трампа, кандидат от Демократической партии и действующий президент Джо Байден, сначала, как и в 2020 году, боролся за переизбрание и уверенно победил на праймериз при небольшом сопротивлении однопартийцев. Однако после неудачных дебатов с Трампом Байден снял свою кандидатуру и поддержал вице-президента Камалу Харрис в качестве своей замены. В августе 2024 года Харрис стала кандидатом от Демократической партии.
5 ноября 2024 года Дональд Трамп победил на президентских выборах, набрав 312 выборщиков (против 226 у Камалы Харрис). На всеобщем голосовании Трампа поддержали 49,8 % избирателей (77,3 млн), Харрис — 48,3 % (75 млн). Трамп одержал победу во всех колеблющихся штатах (Аризоне, Висконсине, Джорджии, Мичигане, Неваде, Пенсильвании и Северной Каролине) и улучшил свои результаты по сравнению с предыдущими выборами во всех штатах (за исключением Вашингтона и Юты). Одновременно с президентскими выборами проходили выборы в Конгресс, на которых республиканцы сохранили незначительное большинство в Палате представителей и получили контроль над Сенатом, обеспечив Трампу существенное преимущество.

## Переходный период и инаугурация

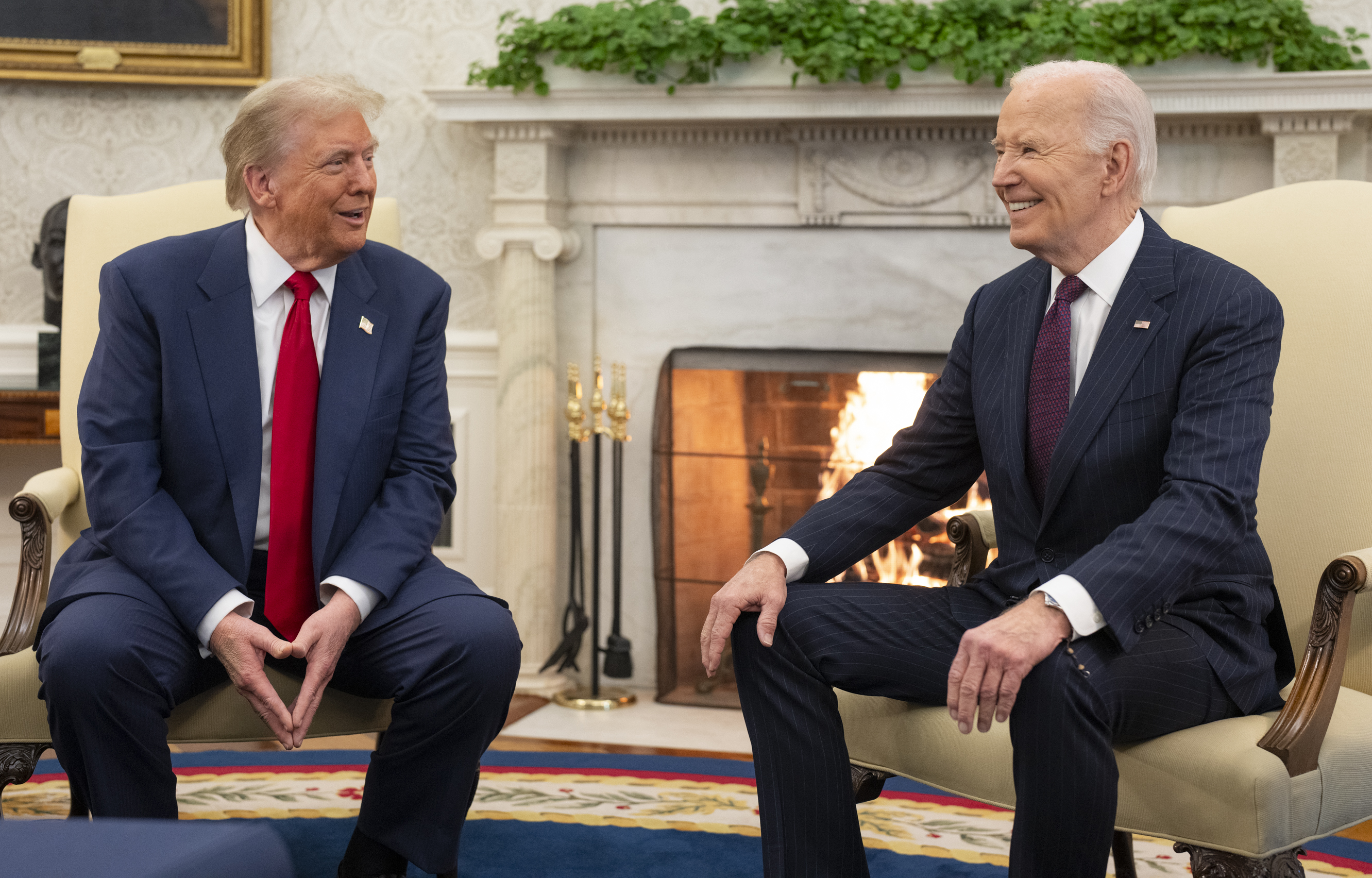
Избранный президент Дональд Трамп и уходящий президент Джо Байден в Овальном кабинете, 13 ноября 2024

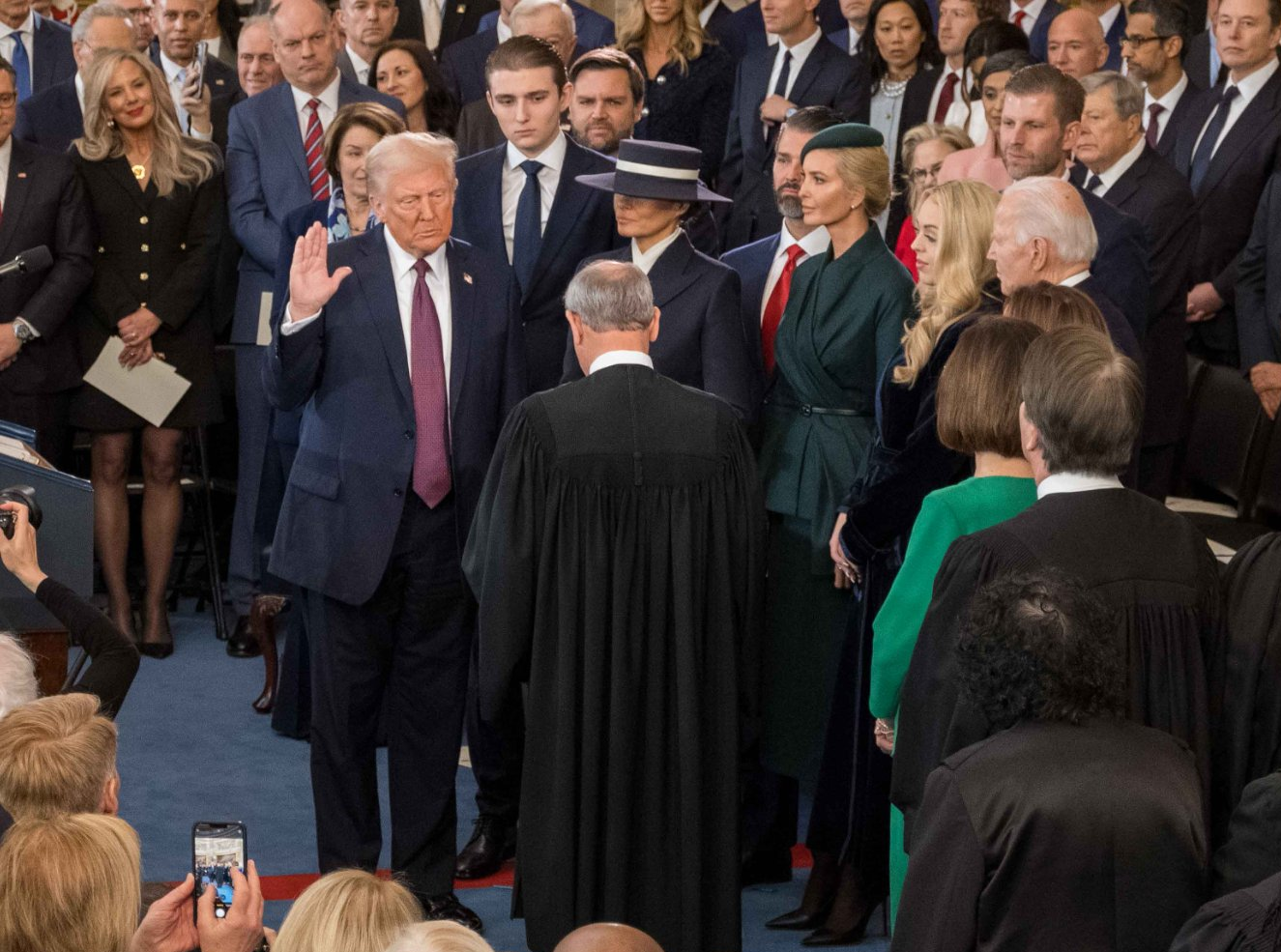
Дональд Трамп приносит присягу на инаугурации, 20 января 2025

Переходный период Дональда Трампа начался 6 ноября 2024 года после признания поражения Камалой Харрис. В течение переходного периода Трамп объявлял о выдвижениях кандидатур в кабинет и на должность американских послов. 13 ноября состоялась встреча Дональда Трампа и президента Джо Байдена в Белом доме, на которой Байден пообещал своему недавнему сопернику, что рассчитывает на мирную передачу власти. 
17 декабря коллегия выборщиков утвердила результаты выборов, а 6 января 2025 года Сенат объявил о победе Трампа.
Инаугурация 47-го президента США Дональда Трампа состоялась 20 января 2025 года в ротонде Капитолия. Вступив в должность президента, Трамп подписал рекордное количество указов — 42, а также принял 115 кадровых решений. Своим первым указом Трамп отменил 78 «вредоносных» исполнительных указов и меморандумов предыдущего президента Джо Байдена, 17 из которых были подписаны им в январе 2025 года (в частности, об исключении Кубы из американского списка государств — спонсоров терроризма). Трамп подписал распоряжение. Среди подписанных в первый день документов были указ о повторном выходе США из Парижского соглашения по климату (страну вернул в это соглашение в 2021 году Байден); распоряжение, предписывающее всем федеральным служащим незамедлительно вернуться на работу в свои офисы, прекратив практику удалённой работы из дома, которая активно внедрялась бывшей администрацией во время пандемии COVID-19. В тот же день Трамп подписал указы о выходе США из Всемирной организации здравоохранения, о приостановке на 90 дней всех программ помощи США другим странам «в целях международного развития» (для проверки, соответствует ли предоставление такой помощи политическим целям новой администрации), об отсрочке блокировки платформы TikTok в США как минимум на 75 дней.

## Кабинет
| Должность                                             | Имя и фамилия             | Портрет | Штат                       | Срок пребывания в должности | Источник |
| ----------------------------------------------------- | ------------------------- | ------- | -------------------------- | --------------------------- | -------- |
| Президент                                             | Дональд Трамп             |         | Флорида                    | с 20 января 2025            |          |
| Вице-президент                                        | Джей Ди Вэнс              |         | Огайо                      | с 20 января 2025            |          |
| Государственный секретарь                             | Марко Рубио               |         | Флорида                    | с 21 января 2025            |          |
| Министр финансов                                      | Скотт Бессант             |         | Южная Каролина             | с 28 января 2025            |          |
| Министр обороны                                       | Пит Хегсет                |         | Теннесси                   | с 25 января 2025            |          |
| Генеральный прокурор                                  | Пэм Бонди                 |         | Флорида                    | с 5 февраля 2025            |          |
| Министр внутренних дел                                | Дуг Бёргам                |         | Северная Дакота            | с 1 февраля 2025            |          |
| Министр сельского хозяйства                           | Брук Роллинз              |         | Техас                      | с 13 февраля 2025           |          |
| Министр торговли                                      | Говард Лютник             |         | Нью-Йорк                   | с 21 февраля 2025           |          |
| Министр труда                                         | Лори Чавес-Деремер        |         | Орегон                     | с 11 марта 2025             |          |
| Министр здравоохранения и социальных служб            | Роберт Кеннеди-младший    |         | Калифорния                 | с 13 февраля 2025           |          |
| Министр жилищного строительства и городского развития | Скотт Тёрнер              |         | Техас                      | с 5 февраля 2025            |          |
| Министр транспорта                                    | Шон Даффи                 |         | Висконсин                  | с 28 января 2025            |          |
| Министр энергетики                                    | Крис Райт                 |         | Колорадо                   | с 4 февраля 2025            |          |
| Министр образования                                   | Линда Макмэн              |         | Коннектикут                | с 3 марта 2025              |          |
| Министр по делам ветеранов                            | Дуг Коллинз               |         | Джорджия                   | с 5 февраля 2025            |          |
| Министр внутренней безопасности                       | Кристи Ноэм               |         | Южная Дакота               | с 25 января 2025            |          |
| Администратор Агентства по охране окружающей среды    | Ли Зелдин                 |         | Нью-Йорк                   | с 29 января 2025            |          |
| Директор Административно-бюджетного управления        | Рассел Воут               |         | Виргиния                   | с 7 февраля 2025            |          |
| Постоянный представитель при ООН                      | Майкл Уолтц (номинирован) |         | Флорида                    |                             |          |
| Директор Центрального разведывательного управления    | Джон Рэтклифф             |         | Техас                      | с 23 января 2025            |          |
| Директор Национальной разведки                        | Талси Габбард             |         | Гавайи                     | с 12 февраля 2025           |          |
| Торговый представитель                                | Джеймисон Грир            |         | Вашингтон (округ Колумбия) | с 27 февраля 2025           |          |
| Администратор Управления по делам малого бизнеса      | Келли Леффлер             |         | Джорджия                   | с 20 февраля 2025           |          |
| Директор Управления научно-технической политики       | Майкл Крациос             |         | Южная Каролина             | с 20 января 2025 года       |          |
| Председатель Совета экономических консультантов       | Стивен Миран              |         |                            | с 13 марта 2025             |          |
| Глава аппарата Белого дома                            | Сьюзи Уайлс               |         | Флорида                    | с 20 января 2025            |          |

Вице-президентом стал сенатор от Огайо Джей Ди Вэнс, автор бестселлера «Элегии Хиллбили». Вэнс в прошлом критиковал политику Трампа, однако впоследствии пересмотрел свои взгляды и стал одним из ключевых сторонников в ходе его президентской кампании. На должность государственного секретаря был назначен Марко Рубио, соперник Трампа на праймериз Республиканской партии в 2016 году. В первом кабинете Трампа Рубио был ключевым неофициальным советником по внешней политике, лоббировал сохранение торгового эмбарго в отношении Кубы и поддерживал Хуана Гуайдо в роли «временного президента» Венесуэлы, за что получил прозвище «госсекретарь по Латинской Америке». Министром обороны стал ветеран войн в Афганистане и в Ираке и телеведущий Fox News Пит Хегсет.
Несколько членов второго кабинета являются выходцами из Демократической партии — министр здравоохранения и социальных служб Роберт Кеннеди-младший (был демократом на протяжении более 50-ти лет, покинул партию в 2023 году и стал беспартийным) и директор Национальной разведки Талси Габбард (избиралась членом Палаты представителей в качестве демократа, в 2022 году покинула партию и в 2024 году вступила в Республиканскую партию). Генеральный прокурор Пэм Бонди также в прошлом являлась членом Демократической партии, однако в 2000 году сменила партийную принадлежность, вступив в Республиканскую партию. Первоначально на должность генпрокурора планировалось назначение конгрессмена Мэтта Гетца, однако его кандидатура была отменена в связи с репутационными рисками и скандалом, связанным с противоправными действиями сексуального характера.
Кабинет Трампа стал богатейшим в современной истории: в его состав вошли 13 миллиардеров, чей совокупный капитал оценивался почти в 500 млрд долл. США. Значительное влияние в кабинете, несмотря на отсутствие формальной должности, имеет богатейший человек Илон Маск, возглавивший Департамент эффективности правительства. В состав правительства вошёл также министр торговли Говард Лютник, возглавлявший компанию Cantor Fitzgerald. Среди других состоятельных членов кабинета — основатель фирмы Key Square Group и экономический советник президентской кампании Трампа Скотт Бессент (министр финансов), бывший сенатор от Джорджии и совладелец женской баскетбольной команды Atlanta Dream Келли Леффлер (администратор Управления по делам малого бизнеса), бывший губернатор Северной Дакоты и один из соперников Трампа на праймериз 2024 года Дуг Бёргам (министр внутренних дел).

## Внутренняя политика

### Вооружённые силы

#### Кадровые чистки в Пентагоне

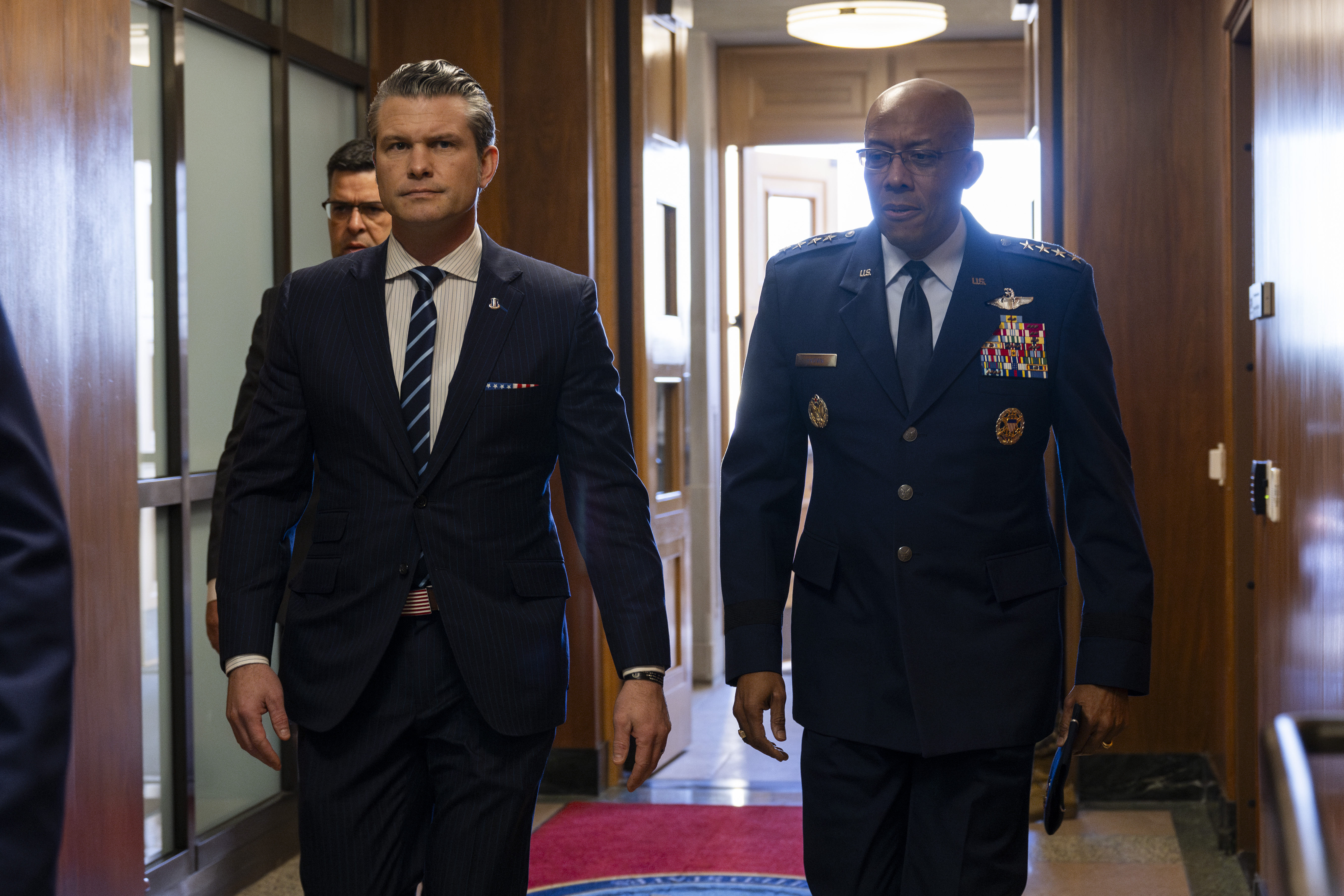
Министр обороны Пит Хегсет (слева) и председатель Объединённого комитета начальников штабов Чарльз Браун (справа), 27 января 2025

После победы на президентских выборах команда избранного президента Дональда Трампа в рамках плана по кадровой реорганизации в Министерстве обороны начала создавать списки подлежащих отставке офицеров, связанных с бывшим председателем Объединенного комитета начальников штабов (ОКНШ) Марком Милли, который, будучи назначенным на эту должность в 2019 году, неоднократно публично критиковал президента Трампа, называя его, в частности, «самым опасным человеком на свете» и «фашистом до мозга костей». Команда Трампа рассматривала возможность создания «военного совета» из отставных военных, чтобы очистить вооружённые силы от «воук-генералов», которые, по мнению Трампа, «больше сосредоточены на политической корректности, чем на борьбе с врагами Америки».
В феврале 2025 года Дональд Трамп провел беспрецедентные по масштабу кадровые перестановки в Министерстве обороны, уволив сразу пять генералов и адмиралов, в том числе председателя ОКНШ Чарльза Брауна, который был назначен на эту должность президентом Джо Байденом в 2023 году. Досрочная отставка Брауна, который, как сообщалось, не пользовался доверием администрации Трампа, стала нарушением традиции сохранения поста за председателем ОКНШ при смене администраций, вне зависимости от политической принадлежности президентов. Кроме того, в отставку были отправлены первая женщина — глава ВМС Лиза Франкетти, заместитель начальника штаба ВВС и руководители юридических служб армии, ВМС и ВВС США.

### Искусственный интеллект
21 января 2025 года Трамп вместе с руководителями OpenAI Сэмом Альтманом, SoftBank Масаёси Соном и Oracle Ларри Эллисоном объявил о создании компании The Stargate Project. Три компании вложат в проект 100 млрд долл. США, к 2029 году инвестиции увеличатся до 500 млрд долл. США, благодаря которым будут созданы 100 тысяч новых рабочих мест.

### Миграционная политика
Во время президентской кампании Дональд Трамп неоднократно выступал за ужесточение миграционной политики и обещал провести крупнейшую высылку нелегалов в истории страны. Он отмечал, что «чрезмерно мягкая» политика администрации Джо Байдена привела к тому, что США превратились в страну третьего мира.
20 января 2025 года, в первый день своего президентства Трамп ввёл режим чрезвычайной ситуации на американо-мексиканской границе из-за миграционного кризиса и ограничил получение американского гражданства по праву рождения.
29 января 2025 года президент Трамп подписал Закон Лейкен Райли, согласно которому, федеральные правоохранительные органы обязаны задерживать нелегальных мигрантов, подозреваемых в кражах и насильственных преступлениях, а также распорядился подготовить военную базу Гуантанамо на Кубе для размещения 30 тысяч наихудших преступников из числа нелегальных мигрантов.

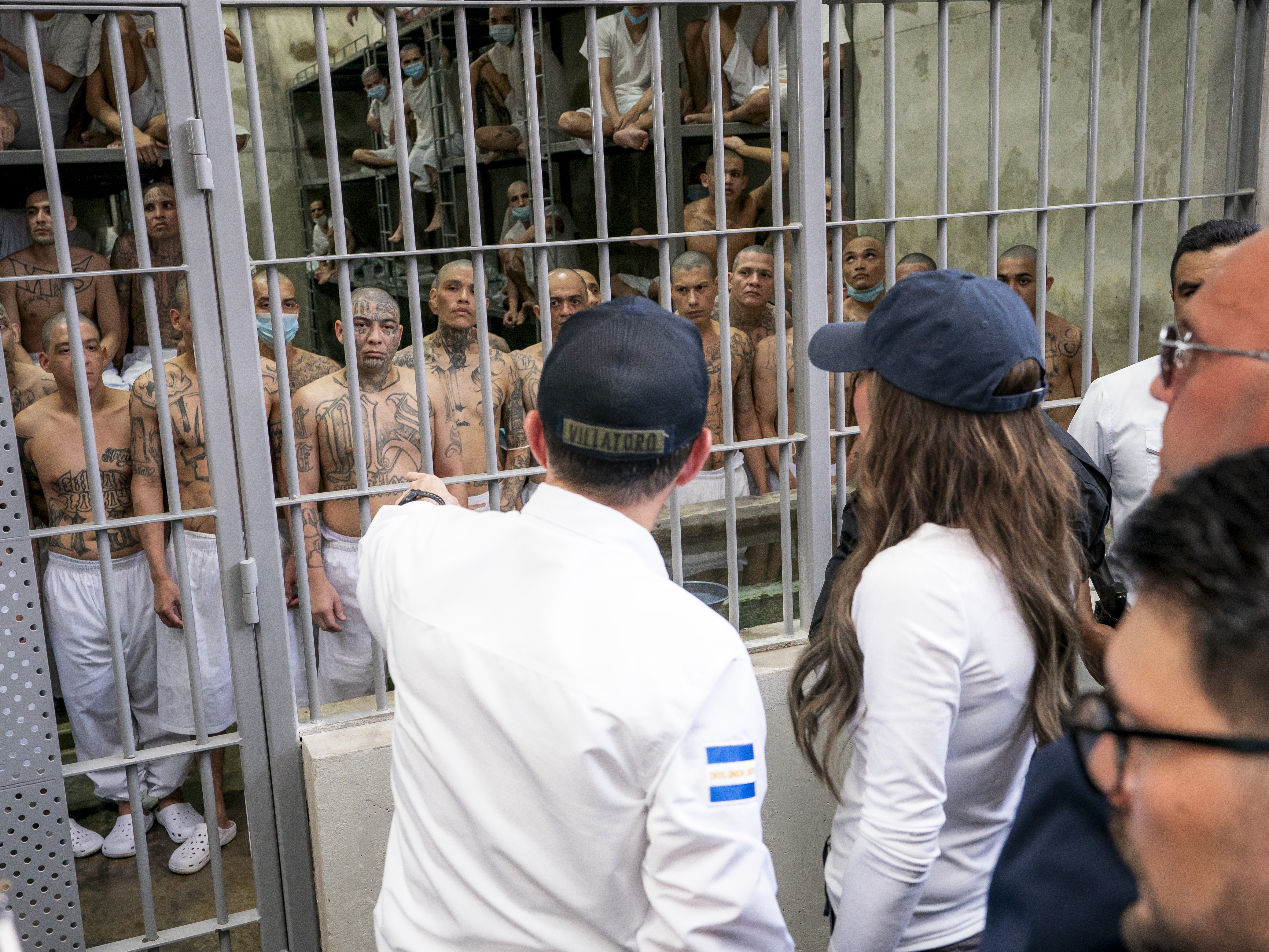
Министр юстиции Сальвадора Густаво Виллаторо и министр внутренней безопасности США Кристи Ноэм посещают Центр содержания террористов, 26 марта 2025 года

В начале февраля 2025 года Сальвадор согласился принимать у себя «нежелательных» мигрантов, депортируемых из США. Для содержания «наиболее опасных» высланных президент Сальвадора Найиб Букеле предложил «мегатюрьму» CECOT (Центр содержания террористов), которая была открыта в 2023 году и вмещает около 40 тыс. заключенных. По данным Associated Press, в рамках этого соглашения США должны заплатить Сальвадору $6 млн за содержание 300 заключённых на протяжении одного года.
В феврале 2025 года Государственный департамент США внес в списки террористических организаций венесуэльскую преступную группировку Tren de Aragua (TdA), указав, что она причастна к похищениям людей, рейдерству и нападениям на представителей сил правопорядка США. 15 марта 2025 года президент США Дональд Трамп подписал указ, согласно которому лиц, подозреваемых в членстве в TdA можно депортировать из США в упрощенном порядке, поскольку эта группировка «осуществляет враждебные действия» против Соединенных Штатов «по указанию» правительства Венесуэлы и есть основания использовать Закон о проживающих в стране подданных вражеского государства 1798 года (он ранее применялся всего трижды в истории США — в частности, во время Первой и Второй мировых войн), который позволяет властям депортировать мигрантов в обход стандартных процедур.
В тот же день, 15 марта 2025 года, из США в Сальвадор было выслано 137 граждан Венесуэлы, депортируемых в особом порядке, 101 человек, депортируемых в обычном порядке и 23 гражданина Сальвадора, подозреваемых в причастности к преступной группировке MS-13. По прибытии в Сальвадор этих 238 венесуэльцев заключили в Центр содержания террористов на один год (при этом срок их заключения может продлеваться). При этом перед самой депортацией 15 марта, в тот же день, председатель Окружного суда США по округу Колумбия Джеймс Боасберг принял решение, запрещающую эту депортацию (указ президента о допустимости применения Закона о подданных вражеского государства в мирное время был оспорен в суде, и в качестве обеспечительной меры его применение запрещалось в течение 14 дней).
Согласно официальным данным США, всего в период с 20 января по 29 апреля 2025 года из страны были депортированы 142 тысячи иностранцев. Верховный комиссар ООН по правам человека Фолькер Тюрк заявил, что массовая депортация иностранцев из США, особенно в страны, отличные от их стран происхождения, вызывает серьезную обеспокоенность. Массовые задержания и депортации нелегальных мигрантов вызвали массовые протесты; в частности в июне 2025 года они привели к массовым протестам и беспорядкам в Лос-Анджелесе.

### Религия
Трамп создал рабочую группу по борьбе с предполагаемой «антихристианской предвзятостью» в федеральных учреждениях. Генеральный прокурор Пэм Бонди была назначена руководителем этой группы, а телеевангелистка Пола Уайт возглавила Офис по делам веры в Белом доме.

### Социальная политика

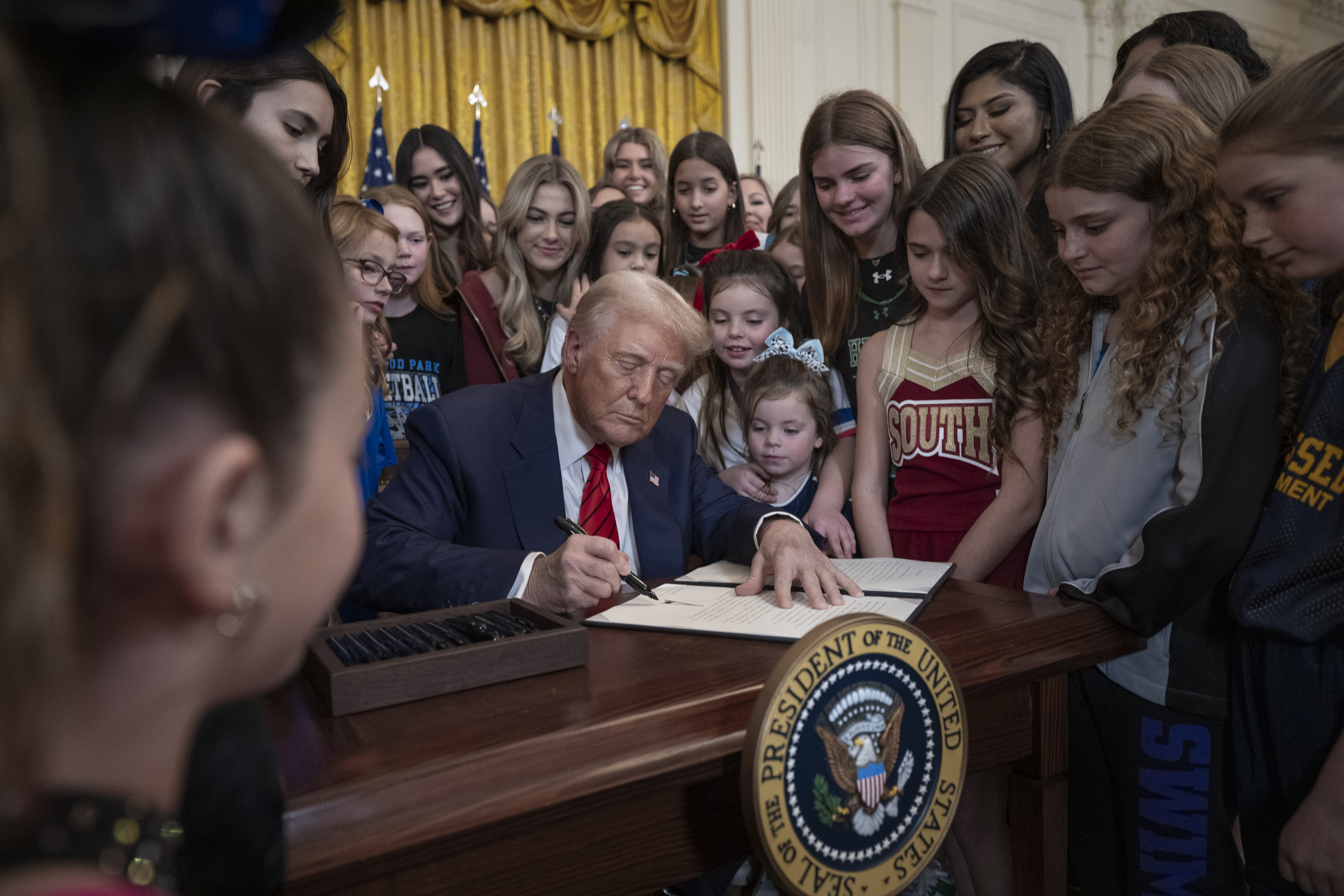
Трамп в кругу спортсменок подписывает указ «Не допускать мужчин в женский спорт», 5 февраля 2025

Дональд Трамп упразднил все программы по разнообразию, равенству и инклюзивности (DEI) в федеральном правительстве. Он заявил о необходимости пересмотра кадровой политики, подчеркнув, что вознаграждаться должны индивидуальная инициатива, навыки, производительность и усердный труд, без учета требований программ DEI. Трамп законодательно закрепил неизменное существование двух полов — мужского и женского, запретил трансгендерным женщинам участвовать в соревнованиях в составе женских спортивных команд и вновь ввёл запрет на службу трансгендеров в вооружённых силах. Отмена программ DEI в федеральном правительстве оказала влияние на корпоративный сектор: крупные американские компании, такие как McDonald’s, Meta, Walmart, Harley-Davidson, John Deere, Lowe’s и Google, ранее заявлявшие о приверженности принципам разнообразия, равенства и инклюзивности, смягчили или отказались от своих обязательств в этой области.

### Судебная система
20 января 2025 года Трамп подписал указ о смертной казни и снабжении штатов препаратами для казни. Документ обязывает генпрокурора добиваться смертных приговоров за особо тяжкие преступления, включая убийства сотрудников правоохранительных органов и тяжкие преступления, совершенные нелегальными мигрантами. В тот же день Трамп полностью помиловал более 1,5 тысячи осуждённых за штурм Капитолия в 2021 году.
23 января 2025 года Трамп поручил рассекретить все документы об убийствах Джона Кеннеди, Роберта Кеннеди и Мартина Лютера Кинга.

### Экономика
Трамп вступил в должность в период восстановления экономики США после «коронавирусной рецессии», относительно низким уровнем безработицы и снижающейся инфляцией. Несмотря на это, многие американцы всё ещё ощущали последствия резкого всплеска инфляции в 2021—2023 годах, что, к слову, отчасти способствовало переизбранию Трампа.

#### Торговые войны

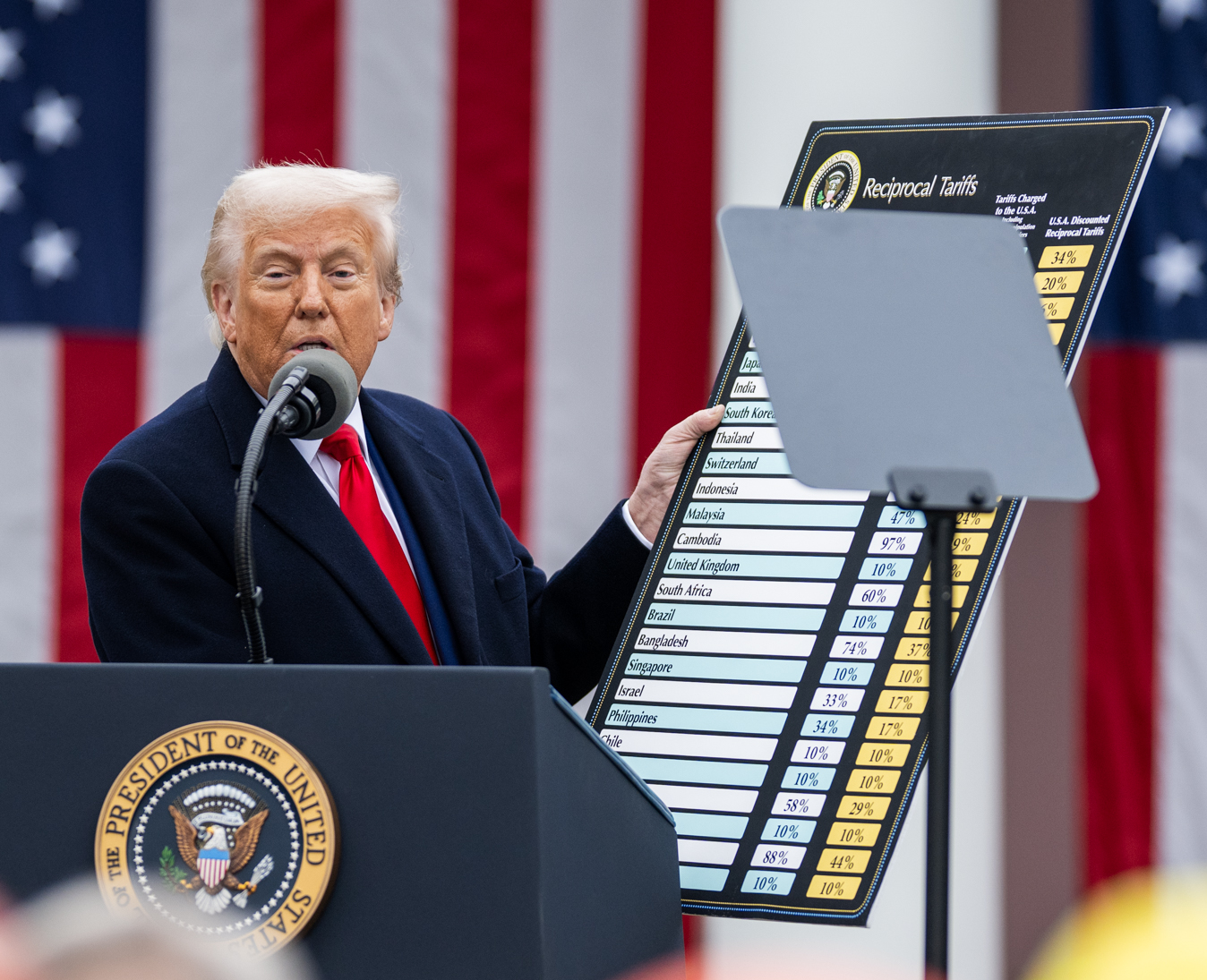
Трамп демонстрирует таблицу со списком государств, на которых США ввели импортные тарифы, 2 апреля 2025

26 января 2025 года Трамп ввёл 25 %-ный тариф на все товары, поставляемые в США из Колумбии после того, как страна отказалась принимать рейсы по депортации нелегальных иммигрантов. В тот же день президент Колумбии Густаво Петро согласился принимать депортированных и даже отправил за ними личный президентский самолёт «для обеспечения достойного возвращения колумбийских граждан, которые должны были прибыть в страну сегодня утром после депортационных рейсов»; ввод тарифов против Колумбии был приостановлен.
1 февраля 2025 года Трамп ввёл пошлины для Канады и Мексики в размере 25 % (за исключением канадской сырой нефти и импорта энергоносителей, который облагается 10 %-ным тарифом) и для Китая в размере 10 %. 3 февраля президент Мексики Клаудия Шейнбаум согласилась немедленно отправить 10 тысяч солдат национальной гвардии охранять мексикано-американскую границу для предотвращения незаконного оборота фентанила и других наркотиков из Мексики в США в обмен на приостановку Трампом тарифов на товары из Мексики на 1 месяц. Аналогичная сделка была заключена с премьер-министром Канады Джастином Трюдо в отношении повышения безопасности канадо-американской границы.
2 апреля 2025 года Трамп ввел в США режим чрезвычайной ситуации из-за «торгового дисбаланса, который угрожает национальной безопасности» и объявил о решении ввести ввозные пошлины в размере 10% на импорт из 185 стран, а также повышенные «зеркальные» пошлины на поставки из государств, применявших в торговле с США несимметричные торговые ограничения (Камбоджа — 49%, Вьетнам — 46%, Шри-Ланка — 44%, Бангладеш — 37%, Таиланд — 36%, Китай — 34%, Тайвань — 32%, Индонезия — 32%, Швейцария — 31%, ЮАР — 30%, Южная Корея — 25%, Япония — 24%, Малайзия — 24%, ЕС — 20%, Израиль — 17%). Эти пошлины не затрагивают лишь импортные товары, представляющие критическую важность для производства и национальной безопасности США. Отдельные пошлины в размере 25% были введены с 3 апреля на все ввозимые в США иностранные автомобили. Введение тарифов спровоцировало обвал фондового рынка и повышение вероятности рецессии в США. 9 апреля Трамп отложил введение пошлин на 90 дней более чем для 75 стран, которые изъявили желание обсудить введение торговых барьеров. В то же время для Китая все ранее введённые пошлины были сохранены.

### Федеральное правительство

#### Массовые увольнения федеральных служащих
Сразу после вступления в должность Трамп инициировал массовые увольнения федеральных государственных служащих для сокращения расходов: к 1 апреля 2025 года было уволено около 60 000 человек.

#### Приостановка финансирования различных программ
Администрация Дональда Трампа приостановила программы помощи как внутри страны, так и за рубежом на время проверки их на соответствие политике президента. 28 января 2025 года Трамп распорядился заморозить внутреннюю и иностранную федеральную помощь, за исключением социального обеспечения и Medicare, а также  экстренных продовольственных программ и военной помощи Израилю и Египту. Под приостановку финансирования попало одно из крупнейших по оказанию помощи мире Агентство США по международному развитию (USAID). Курирующий Департамент эффективности правительства Илон Маск заявил, что USAID — «преступная организация, не подлежащая восстановлению», добавив, что она была «змеиным гнездом радикально левых марксистов, которые ненавидели Америку». 1 февраля был закрыт официальный сайт USAID и аккаунт в соцсети X. С 7 февраля USAID отправило в административный отпуск сотрудников, нанятых напрямую, из всех офисов и представительств. Исключение сделано для работников, ответственных за критически важные функции, а также для основного руководства и персонала специально назначенных программ. По информации Reuters, администрация Трампа намерена уволить 97 % персонала USAID, оставив только 294 человека из 10 тысяч сотрудников.

## Внешняя политика

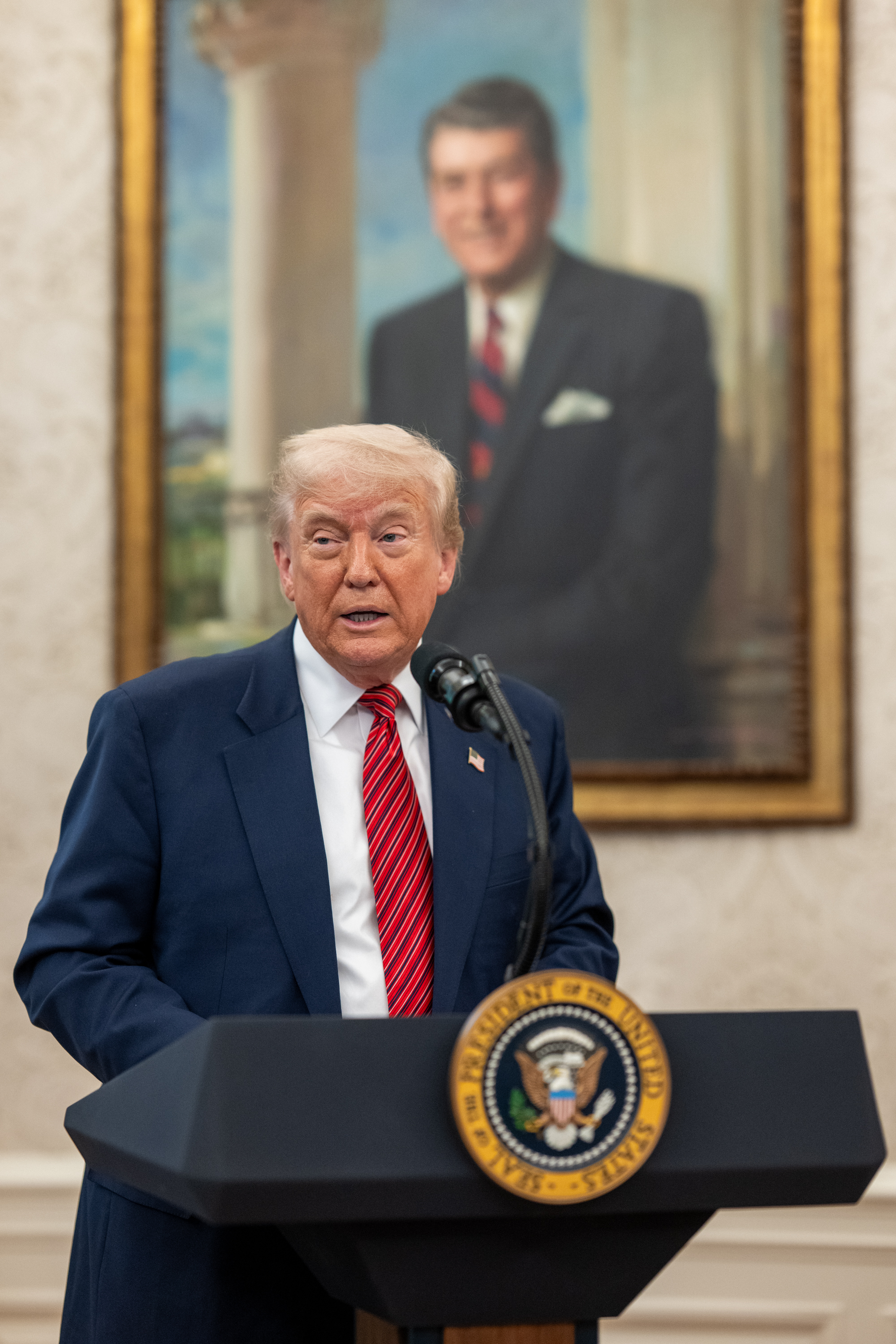
Трамп на фоне портрета 40-го президента США Рональда Рейгана, который сыграл ключевую роль в активизации американского консервативного движения в 1980-х годах. Трамп нередко апеллировал к наследию политической эпохи Рейгана, в частности, позаимствовав его знаменитый лозунг «Make America Great Again»

Внешняя политика второй администрации Дональда Трампа характеризуется американским империализмом и экспансионизмом. Историки сравнивают её с внешней политикой 25-го президента Уильяма Мак-Кинли (1897—1901), положившего начало экспансии США за пределами Северной Америки в восточном полушарии. Сам Трамп выражал восхищение Мак-Кинли, описывая его как «великого, но крайне недооценённого» президента.  
Основные принципы политики администрации Трампа были представлены в докладе «Проект 2025», опубликованном в 2023 году. Хотя команда Трампа неоднократно отрицала причастность к докладу, более половины принятых исполнительных указов вначале второго президентства полностью или частично отражали предложения из «Проекта 2025».  

### Экспансионизм

#### Гренландия
В 2019 году Дональд Трамп, под влиянием своего близкого друга Рональда Лаудера, начал рассматривать возможность покупки датской автономии Гренландии, считая её стратегически важной для США. Датское правительство резко отказалось от предложения покупки острова, что привело к отмене намечавшегося тогда визита Трампа в Копенгаген и ухудшению двусторонних отношений.
В конце 2024 года, после победы на президентских выборах, Трамп вновь проявил интерес к покупке Гренландии. Покупка автономии объясняется экспертами перспективами освоения её богатых залежей редкоземельных минералов, критически важных для США. Стремясь уменьшить зависимость от Китая, лидера в добыче этих элементов, Трамп видит в приобретении Гренландии возможность укрепить позиции США и не позволить КНР стать партнёром Гренландии по разработке ресурсов. Присоединение Гренландии также интересно США из-за потенциальных новых торговых маршрутов, открывающихся в связи с таянием арктических льдов. Трамп говорил, что для США «абсолютно необходимо» владеть Гренландией, чтобы «обеспечить национальную безопасность и свободу во всем мире», при этом на вопрос журналиста о том, будут ли США применять военную силу против Панамы или Гренландии в своих целях, Трамп ответил, что «не может это гарантировать».

В ответ на заявления Трампа о Гренландии, Дания увеличила оборонный бюджет, выражая готовность к диалогу о сотрудничестве, но отвергая возможность аннексии острова.

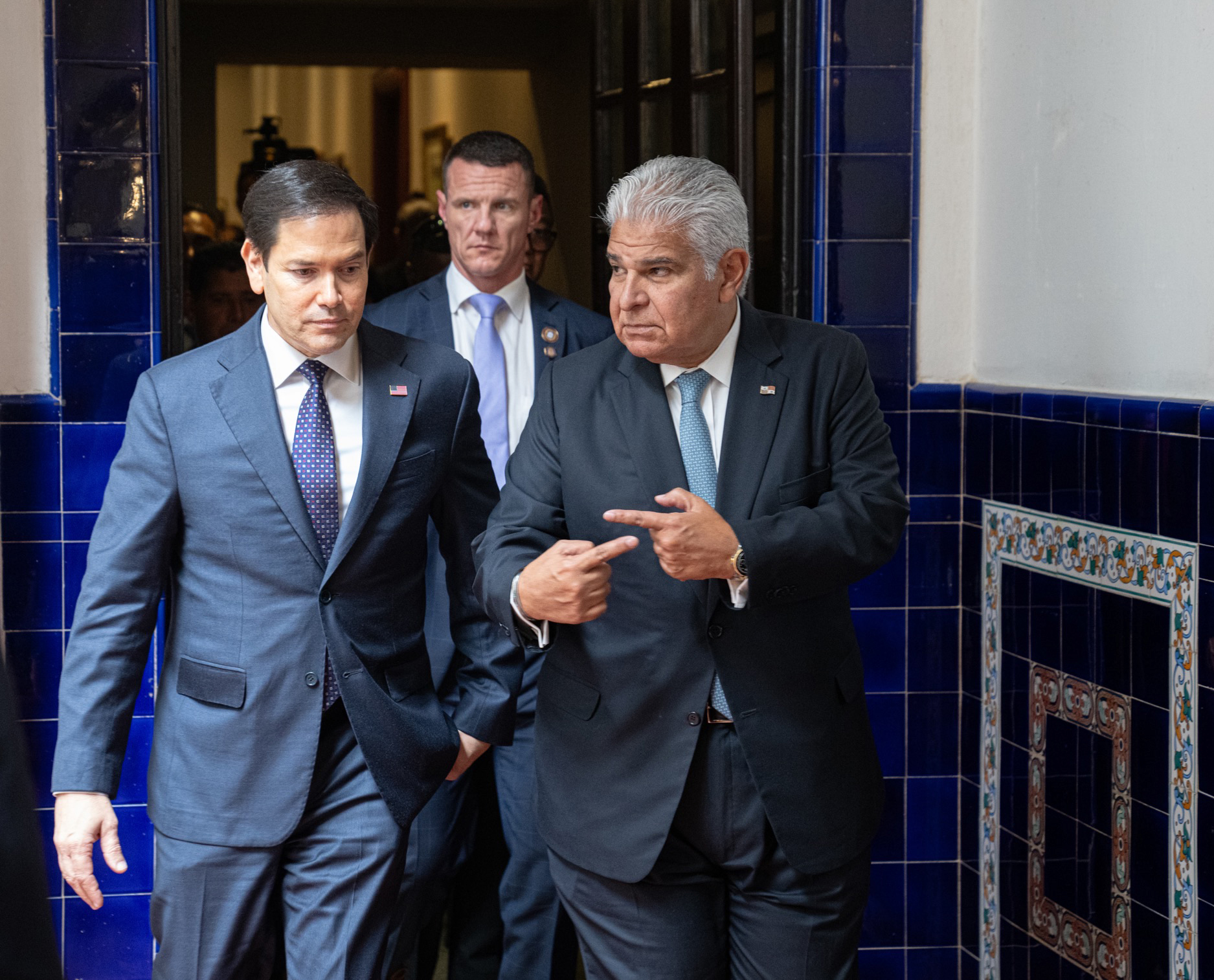
Госсекретарь Рубио и президент Панамы Мулино, 2 февраля 2025

#### Панамский канал
Трамп критикует договоры Торрихоса—Картера, по которым Панамский канал был передан Панаме. В своей инаугурационной речи Трамп охарактеризовал договоры как «глупый подарок, который не следовало делать» и пообещал «забрать» канал под контроль США. Трамп обвинил Панаму в том, что она взымает с США «непомерные сборы» за использование канала, и намекнул на растущее влияние Китая на этот важнейший водный путь. В начале февраля 2025 года госсекретарь США Марко Рубио совершил латиноамериканский турне, посетив в том числе Панаму. На встрече с президентом Хосе Раулем Мулино Рубио предупредил его, что нынешнее состояние торгового пути «неприемлемо» и Панаме необходимо будет «немедленно изменить» подход США к работе с каналом. После переговоров с Рубио Мулино заявил, что широкое соглашение Панамы о содействии китайской инициативе «Один пояс, один путь» не будет возобновлено и может быть расторгнуто досрочно.

### Российско-украинская война
С самого начала российско-украинской войны в 2022 году Дональд Трамп призывал стороны конфликта к мирному урегулированию. В случае победы на президентских выборах он предполагал организовать прямые переговоры Москвы и Киева, которые «дадут результат в течение суток». Трамп считал, что Украине придётся отказаться от Крыма и Донбасса, чтобы остановить конфликт. Трамп неоднократно критиковал своего предшественника Джо Байдена за военную помощь Украине и считал, что «неудачный вывод войск США из Афганистана подтолкнул [президента России] Владимира Путина начать военные действия на Украине». По мнению Трампа, Байден поддержкой Украины «систематически, но, возможно, неосознанно» подталкивал мир к Третьей мировой войне.
12 февраля 2025 года на фоне активной дипломатической деятельности вокруг российско-украинской войны состоялся ряд важных событий. В Брюсселе состоялась первая после инаугурации Трампа встреча стран контактной группы по обороне Украины, в которой впервые председательствовала Великобритания, а не США. На заседании контактной группы министр обороны США Пит Хегсет заявил, что возвращение Украины к границам до 2014 года является «нереальной целью» в мирном урегулировании, добавив, что любая попытка вернуть всю территорию «только продлит войну и вызовет больше страданий». Хегсет призвал европейские страны «выйти на арену» и взять на себя больше ответственности за безопасность континента, подчеркнув, что США не смогут направить войска в Украину в качестве миротворцев. Параллельно с этим в Киев прибыл министр финансов США Скотт Бессент для передачи украинской стороне проекта соглашения по редкоземельным металлам, согласно которому Украина соглашается передать Вашингтону доступ к металлам на 500 млрд. долл. США. В тот же день состоялся первый публичный телефонный разговор Дональда Трампа и Владимира Путина, которые положили начало двусторонним переговорам по российско-украинской войне. 

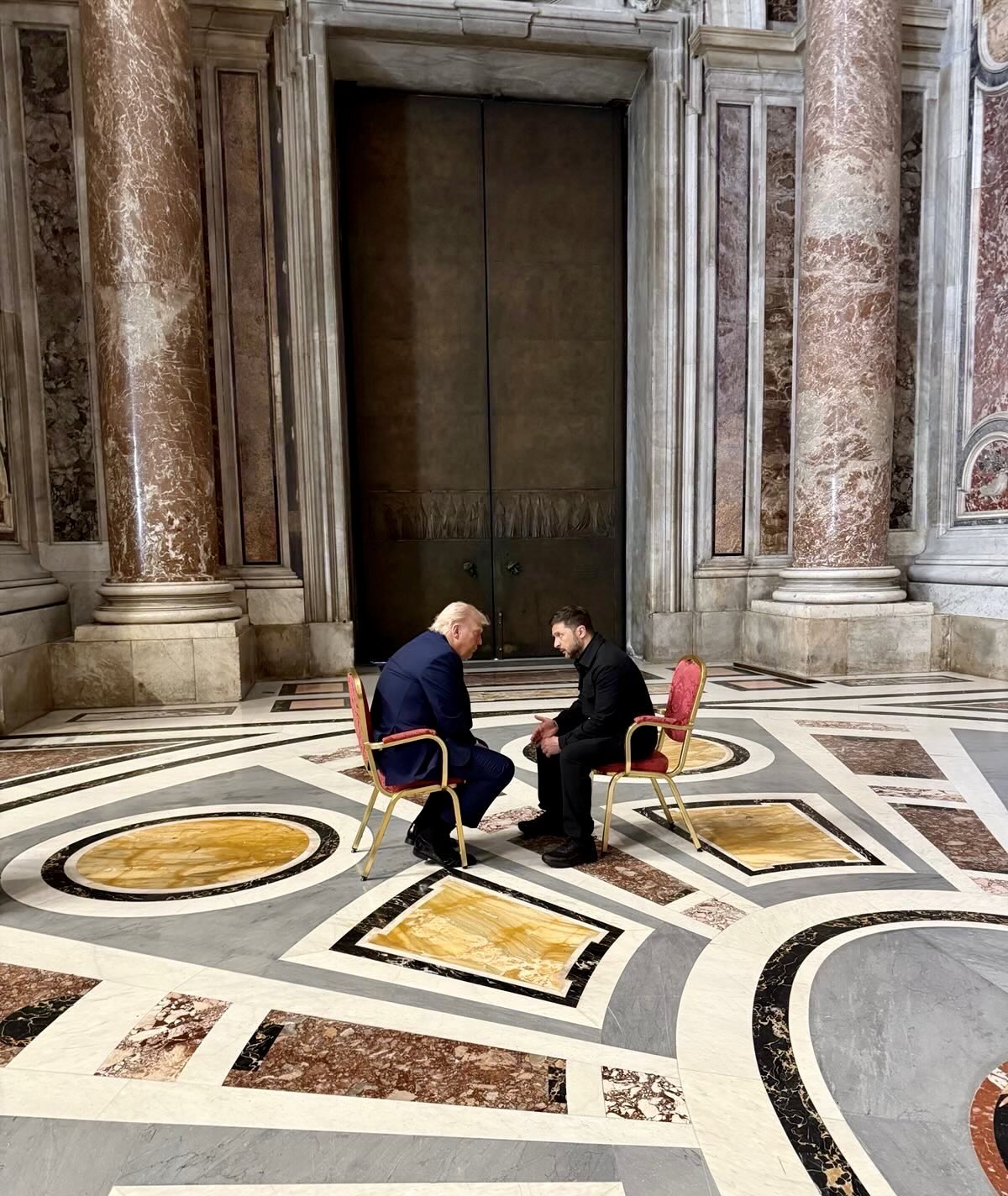
Трамп и Зеленский в соборе Святого Петра в Ватикане, 26 апреля 2025

В апреле 2025 года переговоры России — США — Украины зашли в тупик. США предложили план, предусматривающий признание Крыма и части Донбасса российскими территориями, отказ Украины от вступления в НАТО и заключение экономических соглашений между Москвой и Вашингтоном. Украина отвергла эти условия, заявив, что они противоречат Конституции страны и равносильны капитуляции. Трамп выразил разочарование позицией Зеленского и пригрозил прекратить военную помощь Украине, если не будет достигнут прогресс в переговорах. Это вновь вызвало напряженность в отношениях между США и Украиной.

#### Россия

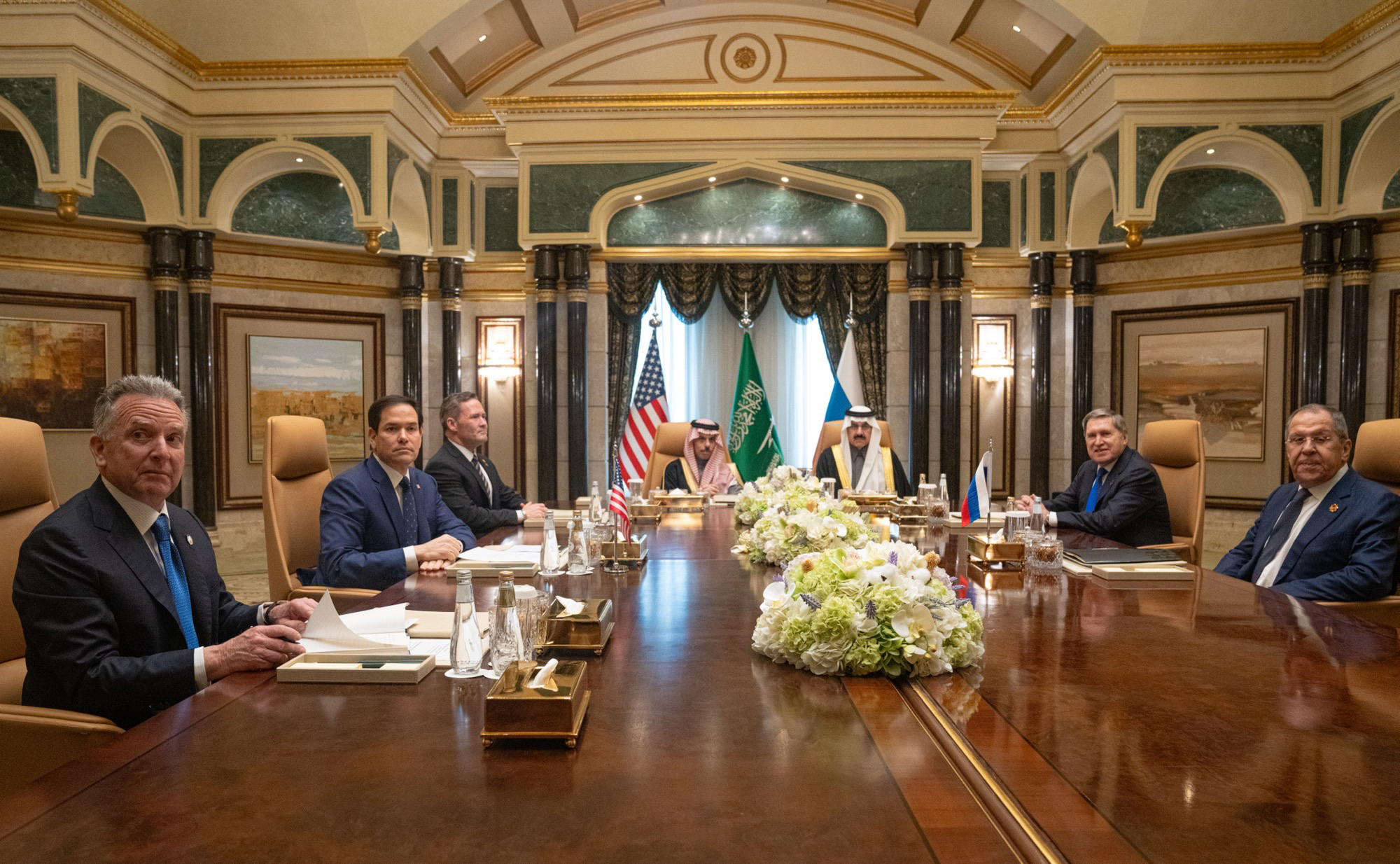
Американская делегация во главе с Марко Рубио (слева) и российская делегация во главе с Сергеем Лавровым (справа) на переговорах в Эр-Рияде, 18 февраля 2025

12 февраля 2025 года президент Трамп провёл первый телефонный разговор с президентом России Владимиром Путиным. Полуторачасовой разговор был охарактеризован сторонами как «длительный и весьма продуктивный». В ходе переговоров лидеры обсудили ряд вопросов, центральным из которых стала ситуация вокруг российского вторжения на Украину и нынешний характер конфликта. После разговора президент Трамп объявил о согласии начать немедленные переговоры о прекращении военных действий на Украине. Обе стороны выразили намерение работать «очень тесно» для поиска дипломатического решения конфликта.
Вскоре после телефонного разговора президентов в Саудовской Аравии, 18 февраля, прошли переговоры делегаций двух стран. Американскую сторону представлял госсекретарь Марко Рубио, советник по нацбезопасности Майкл Уолтц и спецпосланник президента по отношениям с Россией Стив Виткофф, российскую — министр иностранных дел Сергей Лавров, помощник президента Юрий Ушаков и глава РФПИ Кирилл Дмитриев. Министр иностранных дел Саудовской Аравии Фейсал ибн Фархан Аль Сауд и советник по национальной безопасности Мусаад ибн Мохаммед Аль Айбан также присутствовали на встрече в качестве посредников. Одним из ключевых достижений переговоров стало соглашение о восстановлении полноценного функционирования дипломатических миссий. Также стороны согласились определить команды на высоком уровне для переговоров о российско-украинской войне.
Исключение Украины из американо-российских переговоров стало резким отходом от внешнеполитического принципа администрации президента Джо Байдена «ничего об Украине без Украины». Планировавший посетить Саудовскую Аравию президент Зеленский как раз после переговоров России и США отменил визит, чтобы «не придать легитимность» переговорам. 
США впервые с 2022 года не стали соавторами резолюции Генассамблеи ООН, осуждающей действия России в третью годовщину вторжения. Вместо этого они предложили собственный вариант — «Путь к миру» — с более мягкими формулировками. В документе выражалась скорбь по поводу «трагической гибели людей в конфликте» и подчёркивалась роль ООН в поддержании международного мира и мирном урегулировании споров. Украина внесла свою резолюцию, в которой осуждались действия России, призывалось завершить конфликт в 2025 году и защитить её территориальную целостность в международно признанных границах. США объясняли свою позицию тем, что принятие резолюции, враждебной по отношению к одной из сторон конфликта, не способствует мирному урегулированию. Однако после внесения европейскими странами поправок в американский проект США воздержались при голосовании.
По мере переговоров в администрации Трампа нарастал раскол в вопросе переговоров с Россией, из-за чего возникли два противоположных полюса. Отставной генерал-лейтенант Кит Келлогг, занимавший должность специального посланника по вопросам Украины и России, поддерживал стремление Дональда Трампа положить конец войне на Украине, однако занимал более критическую позицию по отношению к России, чем другие должностные лица администрации. Келлогг заявлял, что Украина не готова в одностороннем порядке признать суверенитет России над четырьмя регионами, аннексированными в 2022 году. В феврале 2025 года Келлогг потерял доверие Белого дома, поскольку нанял на должность своей советницы Хизер Науэрт, считавшейся благосклонной к Украине, и не возражал против критики администрации Трампа властями Украины. Российская переговорная сторона также считала, что Келлогг был «излишне сочувствующим» Киеву. В марте 2025 года Келлогг был отстранён от переговоров с Россией, ограничившись до спецпосланника по Украине.

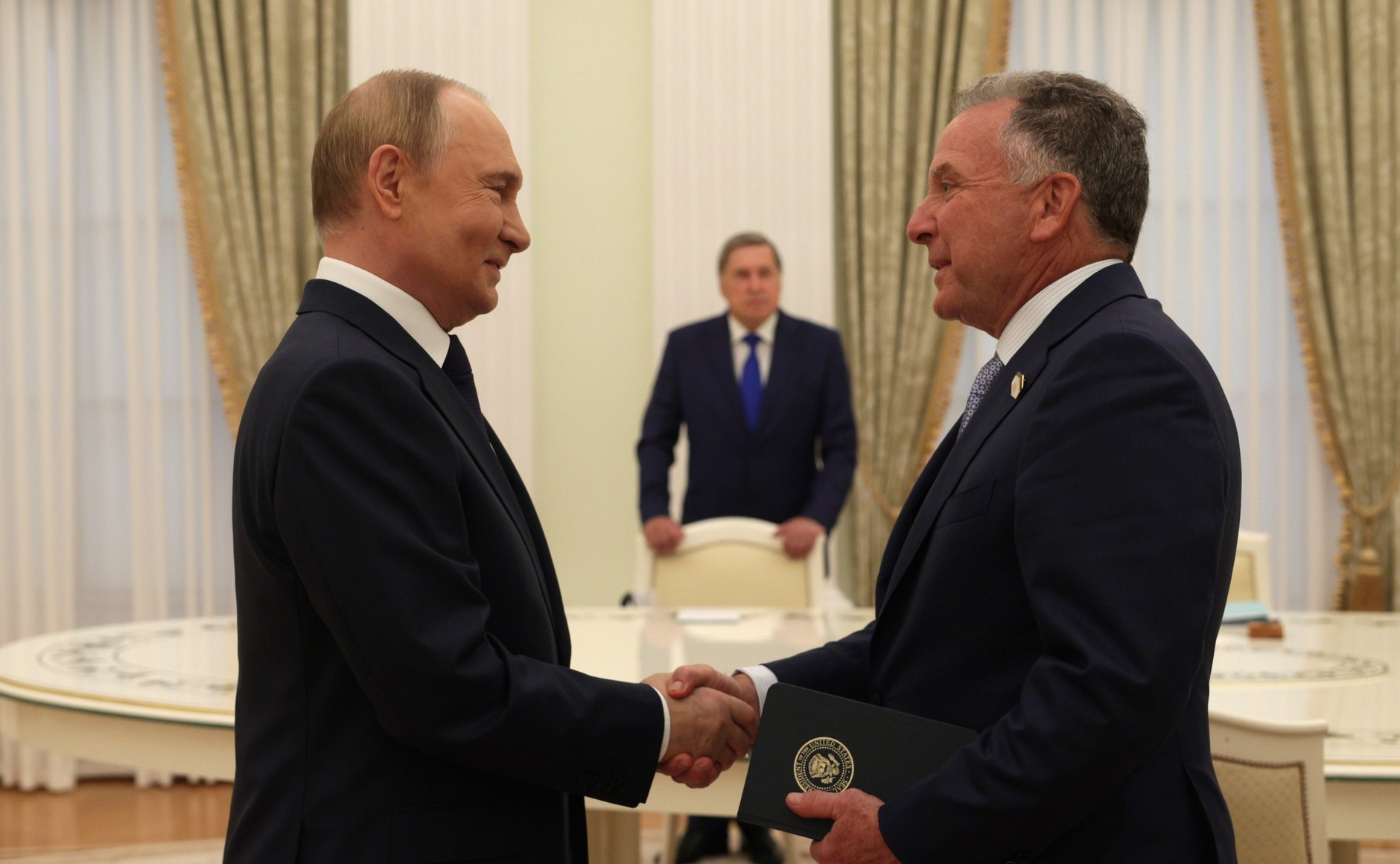
Спецпосланник президента США Стив Уиткофф и президент России Владимир Путин на переговорах в Москве, 6 августа 2025

Специальный посланник по вопросам Ближнего Востока Стив Уиткофф, на которого были возложены обязанности переговорщика с президентом России Владимиром Путиным, занимал противоположную Келлоггу позицию. Уиткофф, игравший центральную роль во внешней политике администрации президента и заслуживший доверие Дональда Трампа, добившись прекращения огня в секторе Газа ещё до вступления того в должность , выражал больший оптимизм по поводу переговоров с Москвой и убеждал Трампа в готовности России к мирному урегулированию. По мнению Уиткоффа, самым быстрым способом достижения прекращения огня было бы признание российского суверенитета над четырьмя украинскими регионами, что фактически отражало одно из требований России к Украине. Кроме того, Уиткофф в подтверждении своих слов заявил, что население аннексированных регионов, проголосовав на непризнанных США фиктивных референдумах в сентябре 2022 года, выступили за нахождение под властью России. Уиткофф хоть и получил поддержку со стороны скептиков поддержки Украины из Республиканской партии, однако его предложения вызвали возмущение среди других республиканцев, которые считали, что администрация Трампа слишком резко повернулась к России. Уиткофф неоднократно лично встречался с Путиным и позднее положительно высказывался о нём, называя его «очень умным» и «отличным парнем».

#### Украина
В феврале 2025 года резко обострились отношения между США и Украиной. После того, как Украина выразила недовольство своим исключением из американо-российских переговоров, президент Трамп заявил, что у Киева была возможность заключить мирное соглашение с Россией в 2022 году на более выгодных для Киева условиях. Кроме того, Трамп раскритиковал президента Украины Владимира Зеленского, подвергнув сомнению его популярность и назвав его «диктатором без выборов». Трамп заявил, что Зеленский «проделал ужасную работу» по предотвращению вторжения России и обвинил его в том, что он «убедил США потратить сотни миллиардов долларов на войну, которую невозможно выиграть». Трамп указал украинскому президенту на необходимость провести президентские выборы, фактически подвергнув сомнениям его легитимность. В ответ на обвинения Зеленский заявил, что Трамп живёт в «созданной Россией паутине дезинформации».

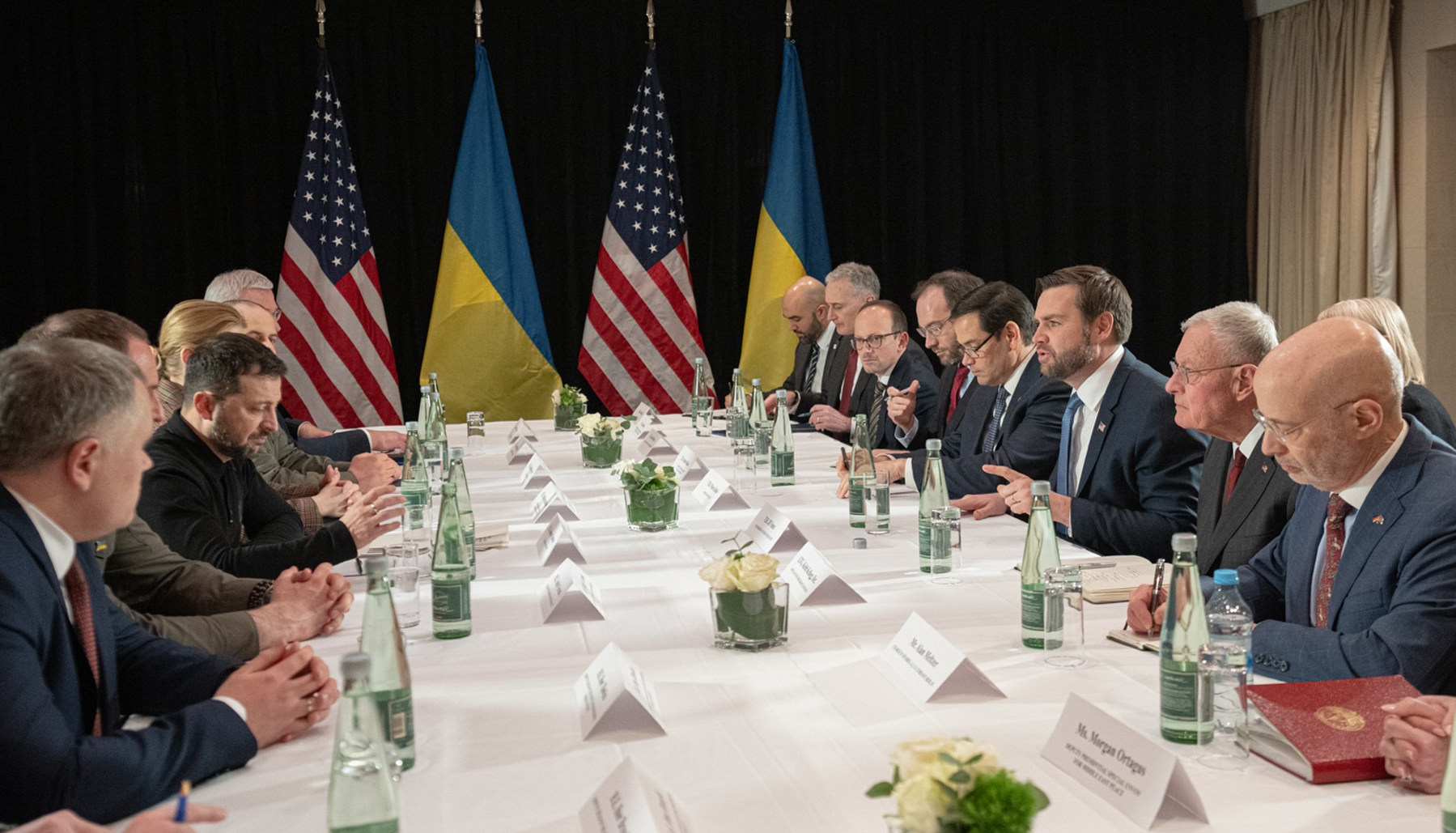
Украинская и американская делегации на полях Мюнхенской конференции по безопасности, 14 февраля 2025

Также в феврале 2025 года президент Трамп выразил заинтересованность в приобретении украинских редкоземельных металлов в обмен на помощь США. Он предложил Украине сделку объёмом в 500 млрд долл. США, в рамках которой Украина должна была предоставить США доступ к 50 % своих запасов редкоземельных металлов. Совместная с США разработка редких минералов была одним из пунктов «Плана победы», представленного в сентябре 2024 года президентом Владимиром Зеленским кандидатам в президенты Дональду Трампу и Камале Харрис. План, в частности, содержал предложение «о совместной защите имеющихся в стране критических ресурсов» и совместном инвестировании, что привлекло внимание Трампа. 12 февраля 2025 года, через девять дней после объявления Трампа о возможности сделки, министр финансов США Скотт Бессент прибыл в Киев с готовым вариантом соглашения. Украинской стороне текст был передан лишь за три часа до встречи с Зеленским, а на переговорах Бессент настаивал на немедленном подписании документа. Президент Украины категорически отказался подписывать документ, ссылаясь на отсутствие в нём гарантий безопасности, и заявил, что готов работать над «серьёзным документом», содержащим эти гарантии. Зеленский подчеркнул, что Украина не намерена безвозмездно передавать свои природные ресурсы, но готова рассматривать варианты совместной с США разработки. Подписание соглашения было перенесено на Мюнхенскую конференцию по безопасности, проходившую 14—16 февраля, на которой Украина передала США свои поправки к соглашению, что вновь отсрочило его подписание. В результате доработок в текст документа было прописано, что американская сторона обязуется «поддерживать усилия страны по получению гарантий безопасности для построения прочного мира».

#### Публичный спор с Владимиром Зеленским

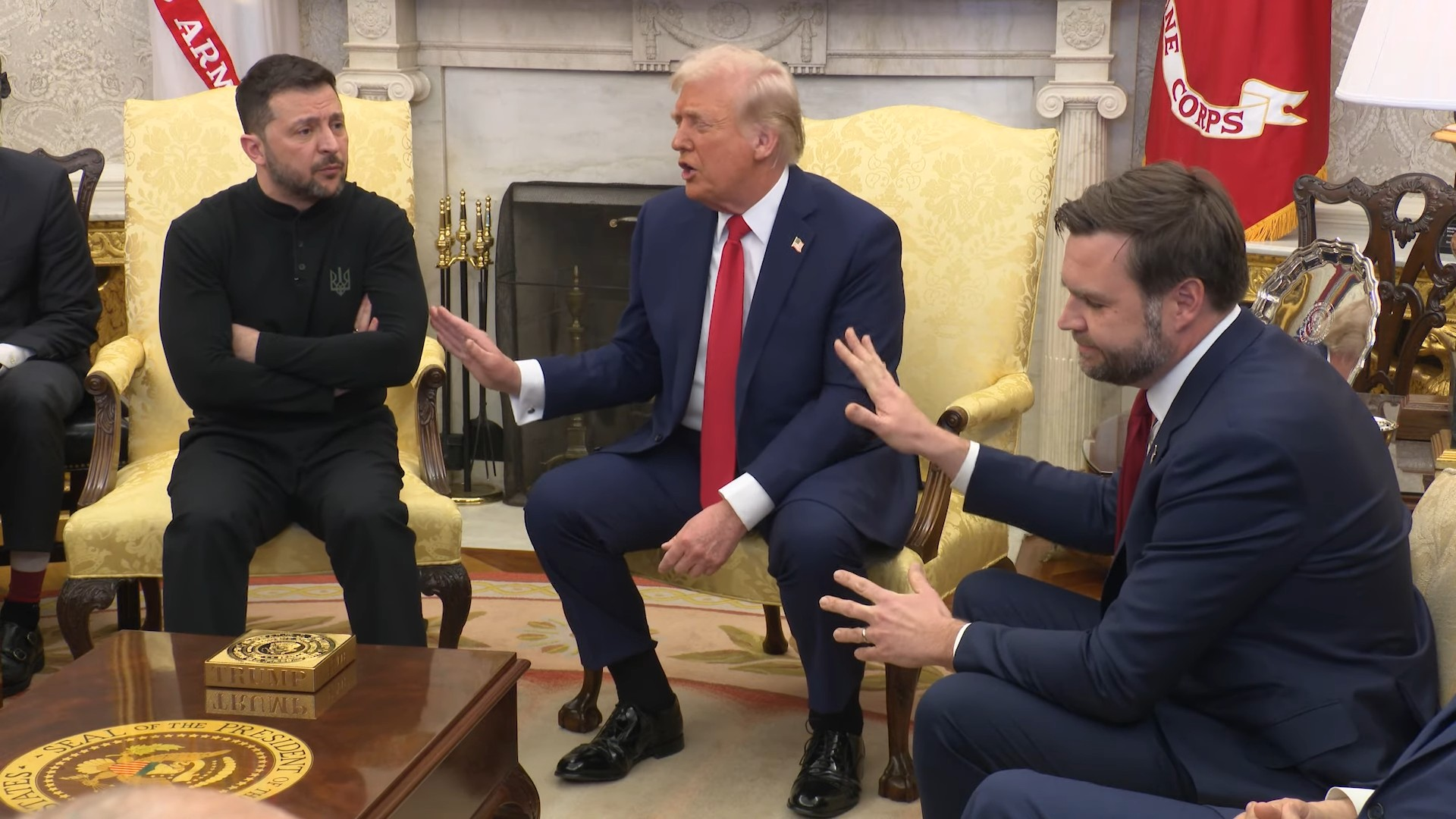
Зеленский, Трамп и Вэнс на напряжённой встрече в Овальном кабинете, 28 февраля 2025

28 февраля 2025 года в Вашингтоне состоялась первая встреча президента Украины Владимира Зеленского с президентом Дональдом Трампом, в рамках которой планировалось подписание соглашения о разработке украинских редкоземельных металлов. Однако встреча в Овальном кабинете Белого дома ознаменовалась беспрецедентной публичной перепалкой между Зеленским, Трампом и вице-президентом Джей Ди Вэнсом. Перед началом переговоров Трамп выразил надежду на достижение мирного соглашения, добавив, что поддерживает «превосходные» отношения с президентом России Владимиром Путиным, а переговорщики уже приступили к обсуждению параметров будущей договоренности по Украине. Открытая перепалка между президентами началась после того, как Трамп заявил, что Зеленскому придётся пойти на компромиссы, а Вэнс призвал украинского президента к дипломатическому решению с президентом Путиным для прекращения военных действий. В ответ Зеленский потребовал дать Киеву гарантии безопасности, включить Украину в переговорный процесс по урегулированию конфликта с Россией, обвинил Москву в срыве прошлых договорённостей и усомнился в возможности дипломатии в текущих условиях. Вэнс, со своей стороны, обвинил Зеленского в неблагодарности и указал на проблемы Украины с мобилизацией. Трамп, подключившись к спору, также обвинил украинского лидера в неуважении и подчеркнул зависимость Украины от американской помощи, повысив голос и пригрозив прекращением поддержки в случае отсутствия содействия усилиям США по урегулированию конфликта. Зеленский публично отверг возможность уступок и потребовал продолжения военной поддержки. После того, как встреча переросла в открытый конфликт, американские чиновники попросили украинскую делегацию во главе с Зеленским покинуть Белый дом, что привело к отмене запланированного обеда, пресс-конференции и подписания соглашения о редкоземельных металлах. По итогам встречи Трамп заявил о неготовности Зеленского к миру, но допустил возможность возвращения к переговорам в будущем.
3 марта 2025 года Дональд Трамп приказал на неопределённый срок приостановить всю военную помощь США Украине, сославшись на недовольство приверженностью президента Зеленского мирным переговорам с Россией. Под приостановку попали и те поставки оружия и боеприпасов, которые на момент вступления указа в силу уже находились в пути или были подготовлены к отправке на Украину. Кроме того, США частично прекратили передачу важной разведывательной информации Украине. В ответ на приостановку американской помощи Зеленский выразил сожаление по поводу встречи в Белом доме, назвав её «прискорбной» и заявив, что она «прошла не так, как предполагалось». Он подтвердил готовность Украины вести мирные переговоры и подчеркнул свое стремление к «конструктивному сотрудничеству» с США. Также Зеленский заявил, что Украина по-прежнему готова подписать соглашение о полезных ископаемых с США «в любое время и в любом удобном формате».

### Война в Газе

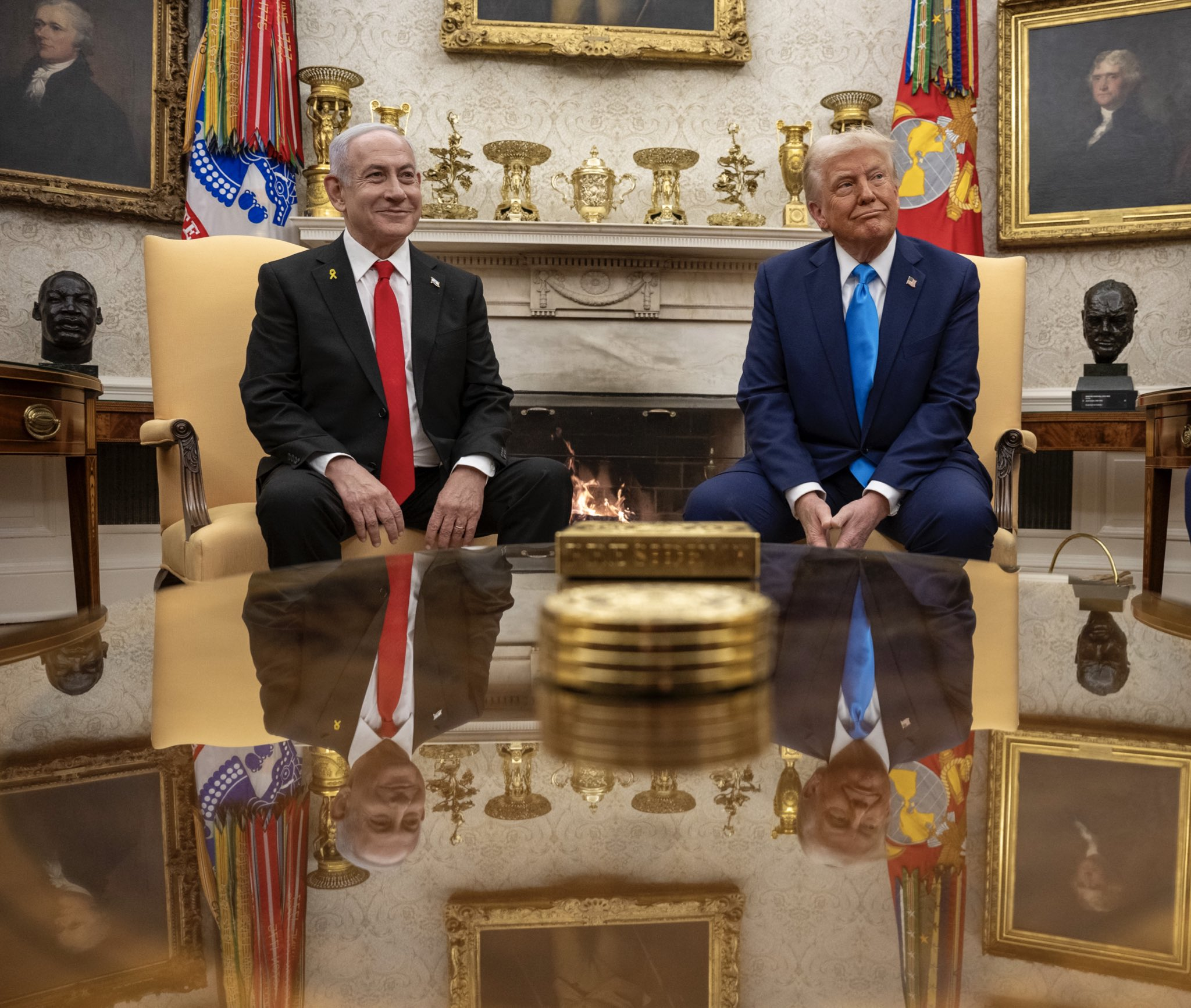
Нетаньяху и Трамп, 4 февраля 2025

Дональд Трамп желал добиться сделки Израиля и ХАМАС до своей инаугурации, чтобы не унаследовать войну в Газе. Он предупреждал, что если заложники, которых ХАМАС удерживал в секторе Газа, не будут освобождены к 20 января, «на Ближнем Востоке начнётся настоящий ад». До этого администрация президента Байдена безуспешно пыталась помочь в достижении прекращения огня в Газе в течение более года. Первое прекращение огня — через несколько недель после атаки 7 октября — привело к освобождению десятков заложников, но последующие усилия по прекращению боевых действий и освобождению дополнительных заложников ни к чему не привели. 15 января 2025 года, за несколько дней до официального вступления Трампа в должность президента, Израиль и ХАМАС заключили соглашение о прекращении огня. Байден и Трамп приписывали себе заслугу за соглашение, при этом несколько источников в СМИ возложили ответственность за заключение мира на Трампа и спецпосланника по Ближнему Востоку Стива Уиткоффа, сообщив, что команда избранного президента оказывала «агрессивное давление» на премьер-министра Израиля Биньямина Нетаньяху, чтобы тот принял соглашение.
4 февраля 2025 года Трамп и Нетаньяху провели первую встречу в Белом доме. На пресс-конференции по итогам переговоров Трамп заявил, что США «возьмут под контроль сектор Газа» и постараются превратить его в «Ривьеру Ближнего Востока». При этом Трамп подчеркнул, что не думает, что палестинские беженцы должны вернуться в сектор Газа. Вместо этого он предложил обустроить территории в соседних арабских странах, которые в конечном итоге будут заняты 1,8 млн палестинцев, живущих в Газе.

### Трансатлантические отношения
Во время предвыборной кампании Трамп утверждал, что Европейский союз (ЕС) был создан для того, чтобы наносить ущерб США, и что Европа «относится к нам хуже, чем враги». Он неоднократно высказывал сомнения в целесообразности расходов США на НАТО, указывая, что американцы защищают членов альянса, но те «не защищают нас». Трамп последовательно настаивал на увеличении оборонных расходов стран НАТО — сначала до 2 %, а затем до 5 % от ВВП и предупреждал, что позволит России сделать «всё, что ей вздумается» в отношении стран-членов НАТО, не достигших этого показателя.
Приход Дональда Трампа к власти ознаменовался заметным обострением отношений между США и ЕС. Администрация Трампа отказалась поддерживать сложившийся после Второй мировой войны порядок взаимодействия с Европой, что привело к нарастанию отчуждения между США и Европой. Особенно остро кризис проявился в подходе к разрешению российско-украинской войны .
Кризис в отношениях между США и Европой приобрёл также выраженный идеологический характер. Администрация Трампа открыто критикует Европу не только в вопросах коллективной обороны, но и в сферах торговли, миграционной политики, свободы слова и культуры. Знаковым моментом в идеологических противоречиях между администрацией Трампа и руководством ЕС стала речь вице-президента США Джей Ди Вэнса на Мюнхенской конференции по безопасности 14 февраля 2025 года. Вэнс раскритиковал внутреннюю политику европейских стран, заявив об отходе Европы от фундаментальных ценностей, разделяемых с США. Выступление вице-президента США было охарактеризовано как «объявление идеологической и культурной войны Европе», укрепив в ЕС представление о Вэнсе как об «антиевропейском политике», более радикальном, чем Трамп.
Внешняя политика Трампа вызвала обеспокоенность и недовольство среди руководства ЕС. В ответ на действия США Европейский союз начал пересматривать свою стратегию и роль в мире, стремясь к большей автономии в сфере обороны и внешней политики. Кризис в отношениях с США также способствовал сближению Великобритании и ЕС после «Брексита».

### Южно-Африканская Республика
8 февраля 2025 года Трамп объявил о прекращении какой-либо помощи или содействия ЮАР из-за нарушения прав африканеров и «подрывной внешней политики, представляющей угрозу для безопасности и интересов США и их союзников» (из-за иска ЮАР против Израиля). Поводом стал принятый в ЮАР закон, «позволяющий правительству Южной Африки конфисковывать сельскохозяйственную собственность африканеров из числа этнических меньшинств без компенсации». Трамп назвал это «вопиющим пренебрежением правами граждан».
В мае 2025 года во время встречи с президентом ЮАР Сирилом Рамафосой в Овальном кабинете Дональд Трамп показал ему видеоматериалы, которые, по его утверждению, доказывали геноцид белого населения в ЮАР. В частности, Рамафосе продемонстрировали запись с Джулиусом Малемой, лидером партий партии «Борцы за экономическую свободу» — четвёртой по величине в Национальной ассамблее. На видео Малема неоднократно призывал своих сторонников на митинге «убить фермера» и «убить бура». В ответ Рамафоса заявил, что ничего не знал об этих высказываниях, и подчеркнул, что, хотя Малема является членом парламента, он не обладает реальной властью и не входит в состав правительства.

## Выборы
| Конгресс | Год    | Сенат | Палата представителей |
| -------- | ------ | ----- | --------------------- |
| 119-й    | c 2025 | 53    | 220                   |

| Конгресс | Год    | Лидеры Сената | Лидеры Сената | Лидеры Палаты представителей | Лидеры Палаты представителей |
| Конгресс | Год    | Большинство   | Меньшинство   | Спикер                       | Меньшинство                  |
| -------- | ------ | ------------- | ------------- | ---------------------------- | ---------------------------- |
| 119-й    | c 2025 | Тьюн          | Шумер         | Джонсон                      | Джеффрис                     |

## Рейтинг
Второй президентский срок Дональд Трамп начал с положительных рейтингов одобрения. Рейтинг Трампа в первый месяц второго президентства был выше, чем за весь первый срок, хотя продолжал оставаться одним из самых низких среди президентов США в начале срока. По данным сайта FiveThirtyEight, средний показатель одобрения президента Трампа к концу января 2025 года составлял около 49 %, неодобрения — 43 %, что превышает показатели его первого президентства. 

### Комментарии
1. ↑  Вэнс вступил в должность вице-президента в возрасте 40 лет 171 дней после Ричарда Никсона (40 лет 11 дней) и Джона Брекинриджа (36 лет 47 дней).
2. ↑  Ранее ряд СМИ сообщали о частных переговоров Трампа и Путина. В частности, известны сообщения о переговорах 7 ноября 2024 года (после победы Трампа на президентских выборах)[127] и 8 февраля 2025 года (подтверждённые Трампом)[128].
3. ↑  119-й Конгресс 17 дней (с 3 по 19 января 2025 года) функционировал при президенте Джо Байдене.
4. ↑  119-й Конгресс 17 дней (с 3 по 19 января 2025 года) функционировал при президенте Джо Байдене.